# コフォリドゥア
コフォリドゥア(英語：Koforidua)はガーナ共和国南東部の東部州の州都。
2012年の人口は約12.7万人。
ガーナ最古のココア市場の1つが有り、毎週木曜には東部州中から商人が集まる。

## 交通

### 高速道路
- アデイソ（英語版）
- オヨコ（英語版）
- クマシ

### 鉄道
- クマシ

## 歴史
1875年、アシャンティ王国から移住したアカン人が設立した。
1923年、鉄道でクマシと繋がった。

## 地理・気候

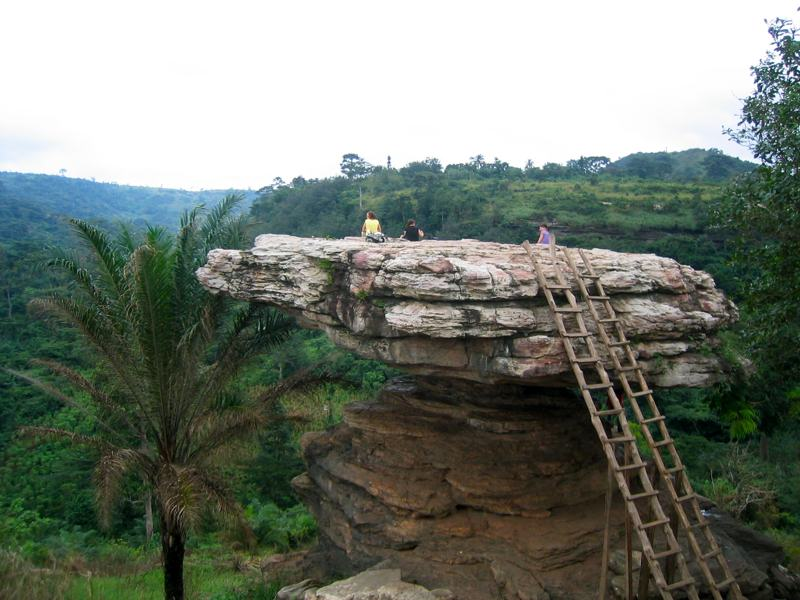
観光地の傘岩

新ジュアベン郡の面積は約110km2で、東部州の0.57%を占める。
 
48の選挙区に分かれる。
新ジュアベン郡は、北東に東アキム郡、東 - 南に北アクワピン郡、西にスフム・クラボア郡と接する。
首都アクラからコフォリドゥアまで陸路で2時間かかる。
| コフォリドゥアの気候   | コフォリドゥアの気候 | コフォリドゥアの気候 | コフォリドゥアの気候 | コフォリドゥアの気候 | コフォリドゥアの気候 | コフォリドゥアの気候 | コフォリドゥアの気候 | コフォリドゥアの気候 | コフォリドゥアの気候 | コフォリドゥアの気候 | コフォリドゥアの気候 | コフォリドゥアの気候 | コフォリドゥアの気候 |
| 月                     | 1月                  | 2月                  | 3月                  | 4月                  | 5月                  | 6月                  | 7月                  | 8月                  | 9月                  | 10月                 | 11月                 | 12月                 | 年                   |
| ---------------------- | -------------------- | -------------------- | -------------------- | -------------------- | -------------------- | -------------------- | -------------------- | -------------------- | -------------------- | -------------------- | -------------------- | -------------------- | -------------------- |
| 平均最高気温 °C （°F） | 32 (90)              | 32 (90)              | 33 (92)              | 32 (89)              | 32 (90)              | 29 (85)              | 28 (82)              | 28 (82)              | 28 (82)              | 30 (86)              | 32 (89)              | 31 (88)              | 30.6 (87.1)          |
| 平均最低気温 °C （°F） | 24 (75)              | 24 (75)              | 26 (78)              | 24 (76)              | 25 (77)              | 23 (73)              | 23 (73)              | 23 (73)              | 22 (72)              | 23 (73)              | 23 (73)              | 23 (73)              | 23.6 (74.3)          |
| 降水量 mm （inch）     | 8 (0.3)              | 25 (1.0)             | 51 (2.0)             | 102 (4.0)            | 127 (5.0)            | 152 (6.0)            | 76 (3.0)             | 25 (1.0)             | 76 (3.0)             | 76 (3.0)             | 25 (1.0)             | 8 (0.3)              | 751 (29.6)           |
| 出典：Myweather2.com   |                      |                      |                      |                      |                      |                      |                      |                      |                      |                      |                      |                      |                      |

## 民族・文化
アカン人が多い。

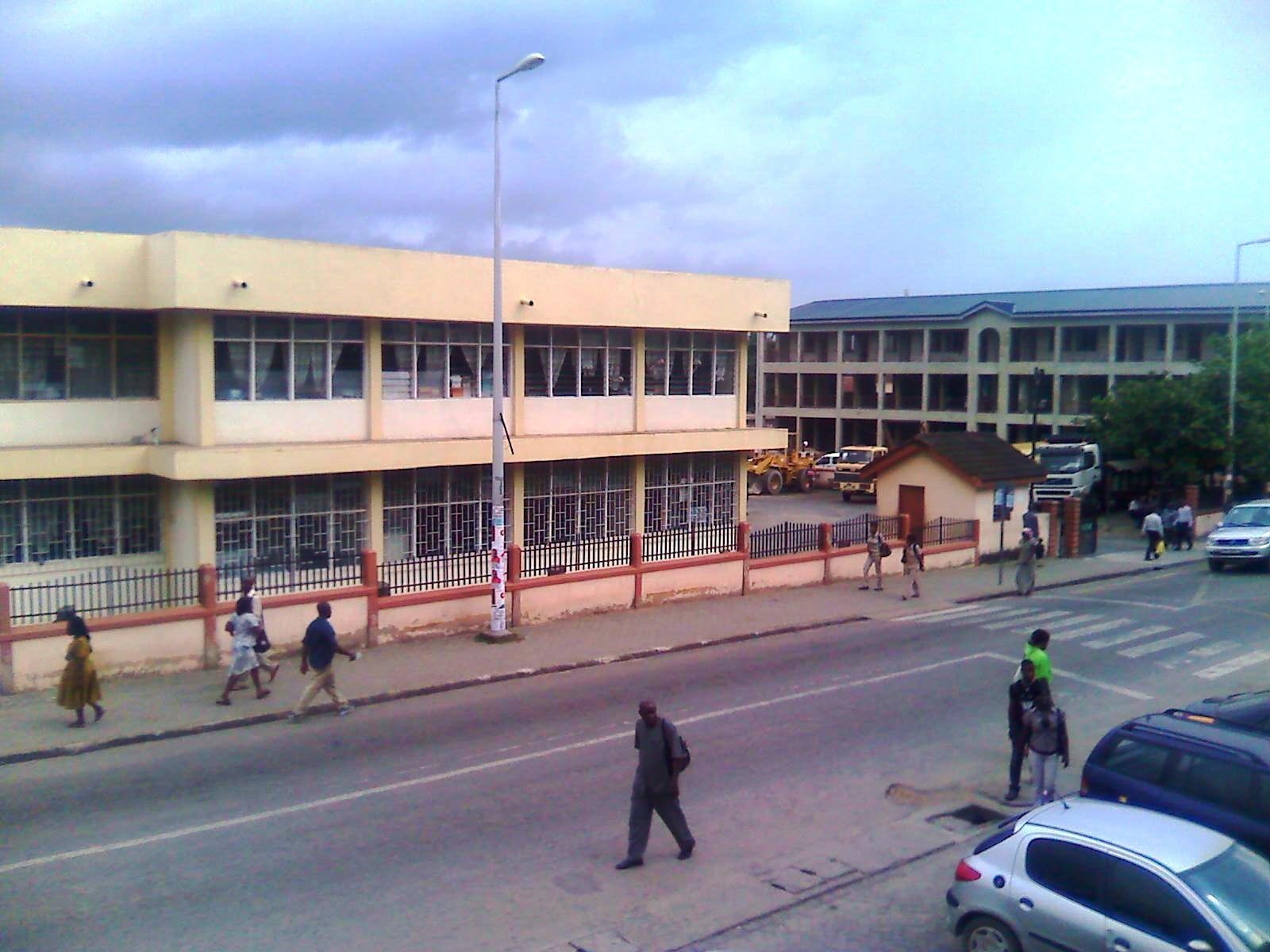
コフォリドゥアの大通り

毎年の「アカンツケセ」(大旅行祭)で、祖先のアシャンティ王国からコフォリドゥアへの移住を祝う。

## 経済

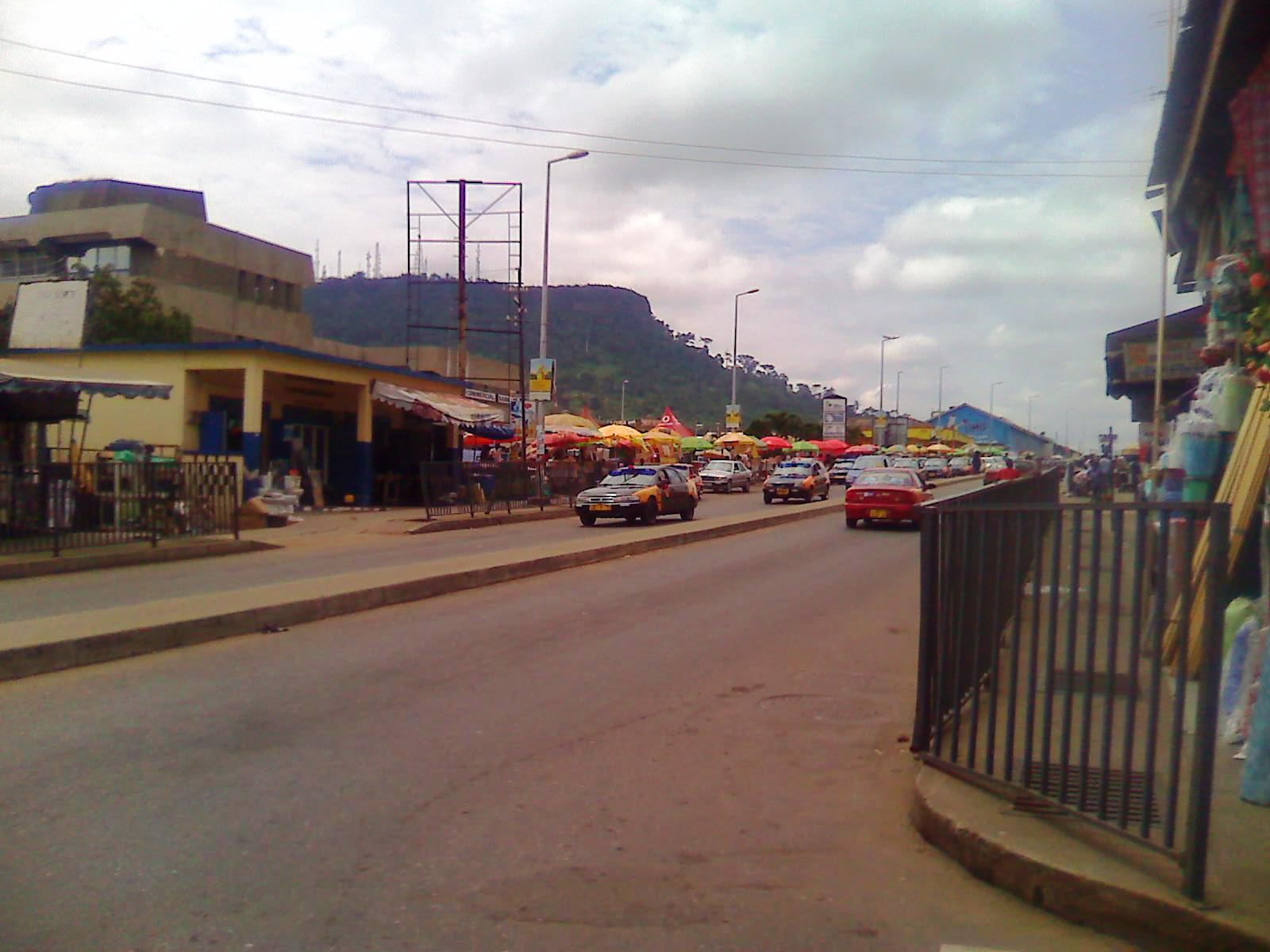
コフォリドゥア中心市街地

### 産業
布、工芸、石鹸、建築、指物、伝統医学、陶芸、窯業、酒、ソフトドリンクが盛んである。

### 農業
キャッサバ、コーラ・ナッツ、玉蜀黍、プランテン、ココア、ヤム、蜜柑、椰子油、ケンネル油、トマト、玉葱、黒胡椒、茸、香辛料が盛んである。

### ココア栽培
かつてアシャンティ王国やブロング＝アハフォ州からココア栽培が伝わり、気候や土壌が合っていた為コフォリドゥアの主要農作物になった。

## 観光
- オブオ・タブリ山：聖地
- アコソンボダム：ヴォルタ川を堰き止めヴォルタ湖を造る
- ヴォルタ湖：世界最大の人造湖
- アカー滝
- ボチ滝
- 傘岩

## 教育

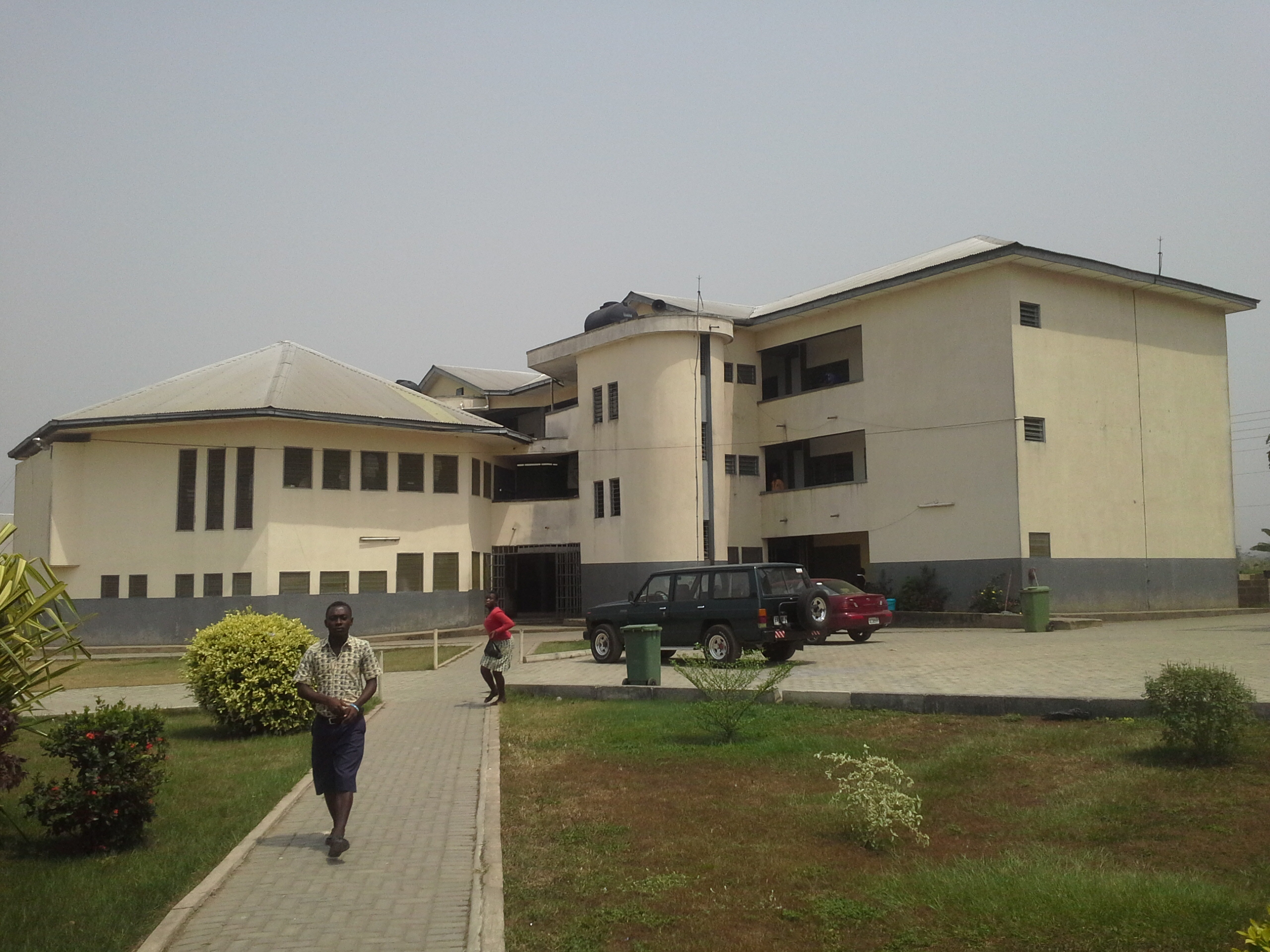
聖霊降臨高校

- ジョン法王高校・小神学校（英語版）
- コフォリドゥア工芸学校（英語版）
- 全国大学（英語版）